# Chlorurus gibbus
Chlorurus gibbus е вид бодлоперка от семейство Scaridae. Видът не е застрашен от изчезване.

## Разпространение и местообитание
Разпространен е в Джибути, Египет, Еритрея, Йемен, Израел, Йордания, Саудитска Арабия и Судан.
Обитава пясъчните дъна на морета, заливи, лагуни и рифове. Среща се на дълбочина от 3 до 27 m, при температура на водата около 28,9 °C и соленост 34,1 ‰.

## Описание
На дължина достигат до 70 cm, а теглото им е максимум 4000 g.
Продължителността им на живот е около 14 години.